# Castello di Wissekerke

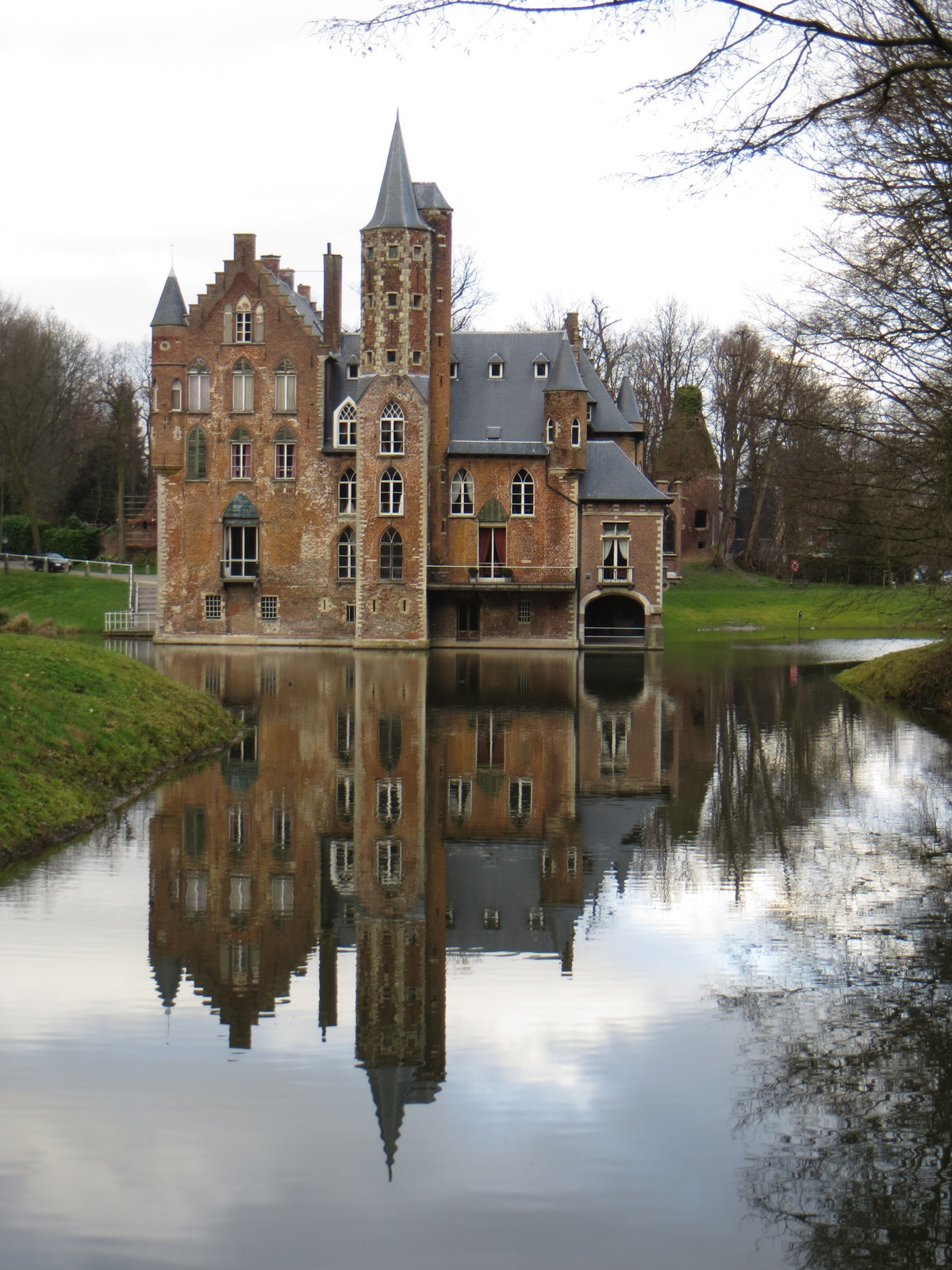
Veduta del castello di Wissekerke

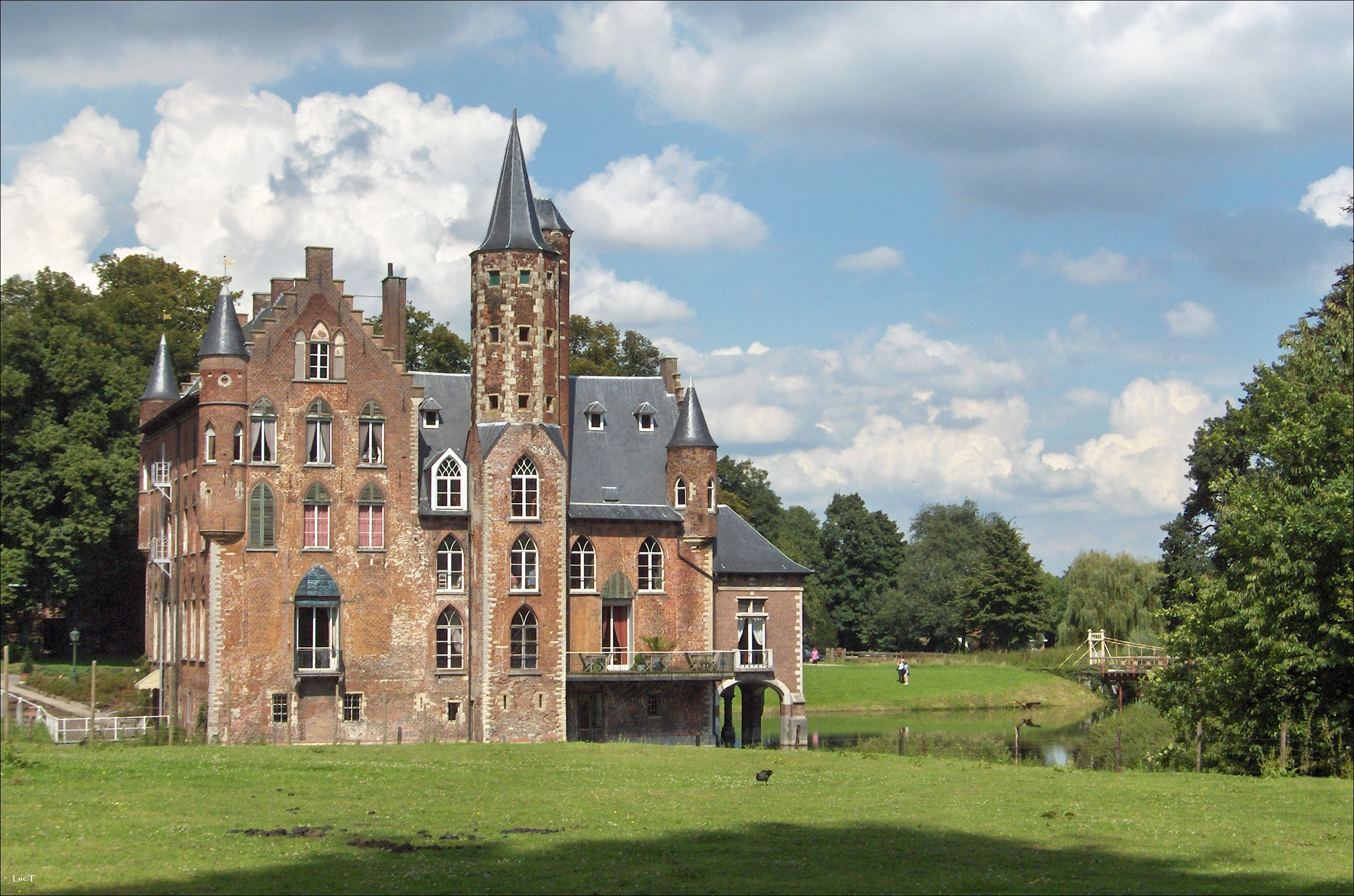
Il castello di Wissekerke e il parco circostante

Il castello di Wissekerke (in nederlandese: Kasteel Wissekerke) è uno storico edificio  della cittadina belga di Bazel (ora parte della municipalità di Kruibeke), nella provincia delle Fiandre Orientali, eretto nel XIII secolo, modificato nel corso del XV e XVI secolo e completamente rimodellato in stile neogotico nel XIX secolo.

## Storia
In origine, nel territorio della signoria di Wissekerke si ergeva probabilmente un castello fortificato già nel X secolo, castello che poi sarebbe stato rimpiazzato da un nuovo edificio nel XIII secolo.
Nel 1510, il castello di Wissekerke venne acquistato da Lieven Van Pottelsberghem, signore di Vindehoute, e, alla morte di quest'ultimo, venne ereditato nel 1531 da Servaas Van Steelant, che intraprese un'opera di rimodellamento dell'edificio dopo che il castello era stato dato alle fiamme da Marnix de Sainte Aldegonde ed era andato parzialmente distrutto nel 1583.
Nel XIX secolo, il castello fu di proprietà della famiglia Vilain XIIII, i cui membri furono sindaci del comune di Bazel per 139 anni. Sempre nel corso del XIX secolo, il castello venne rimodellato in stile neogotico su progetto dell'architetto François Verly.
I Vilain XIIII furono gli ultimi proprietari privati del castello, che nel 1989 venne acquistato dal comune di Kruisbeke. In seguito, venne intrapresa un'opera di restauro dell'edificio, che il 3 luglio 1981 era stato dichiarato monumento protetto.

## Architettura
Le parti più antiche del castello sono il seminterrato, che risale al XV secolo, e la torre, che risale al XVI secolo.
All'interno del castello è ospitato il Museo Villain XIIII.